# Birgit Hahn
Birgit Hahn   (Mönchengladbach, 29 de juny de 1958) és una jugadora d'hoquei sobre herba alemanya, ja retirada, que va competir sota la bandera de República Federal Alemanya durant les dècades de 1970 i 1980.
El 1984 va prendre part en els Jocs Olímpics de Los Angeles, on guanyà la medalla de plata en la competició d'hoquei sobre herba.
En el seu palmarès també destaquen una medalla d'or i una de plata a la Copa del món d'hoquei sobre herba, una medalla de bronze al Campionat d'Europa i una medalla d'or al Campionat d'Europa d'hoquei sala. Durant la seva carrera esportiva disputà 91 partits amb la selecció nacional, dels quals 10 foren en sala.